# NGC 2867
NGC 2867 (другие обозначения — PK 278-5.1, ESO 126-PN8) — планетарная туманность в созвездии Киль.
Этот объект входит в число перечисленных в оригинальной редакции «Нового общего каталога».
Спектр туманности показывает богатое разнообразие эмиссионных линий. Идентифицировано также несколько резонансно возбуждённых линий Fe II.